# Eupithecia iterata
Eupithecia iterata es una especie de polilla de la familia Geometridae. La especie fue descrita por primera vez por András Mátyás Vojnits habiendo sido descrita en 1980, con distribución en China, especialmente descrita en la provincia de Yunnan. El holotipo de la especie fue descrita en A-tun-tse, Porto Bardia a aproximadamente 4000 metros (13 123,4 pies).